# Mus pahari
Mus pahari es una especie de roedor miomorfo de la familia Muridae que habita en China, India, Laos, Birmania, Tailandia y Vietnam.